# Eurofighter Typhoon
Ne doit pas être confondu avec Hawker Typhoon.
L'Eurofighter Typhoon est un avion de combat multirôle biréacteur, à ailes delta et plans canards, développé par le Royaume-Uni (BAE Systems Military Air & Information), l'Italie (Leonardo) ainsi que l'Allemagne et l'Espagne (Airbus Defense and Space) regroupés dans le consortium Eurofighter GmbH, pays qui ont reçu leurs premiers appareils de série en 2004. L'Autriche, Oman, le Koweït, l'Arabie saoudite et le Qatar s'en sont également portés acquéreurs, portant le total des commandes à 681. Au 31 juillet 2024, 607 Eurofighter avaient été livrés. Depuis la fin de l'année 2023, la Turquie souhaite faire un achat d'une quarantaine d'Eurofighter ; cependant, l'Allemagne se montre réticente, générant des dissensions avec ses partenaires, notamment Airbus,,

## Conception

### Accords

Cocarde du consortium formé par l'Allemagne, l'Espagne, l'Italie et le Royaume-Uni.

C'est en décembre 1983 que des entretiens en vue de définir un avion multirôle européen ont débuté entre les états-majors français, allemand, italien, espagnol et britannique. Une étude de faisabilité est entamée en juillet 1984, mais la France se retire du programme dès juillet 1985 pour développer un appareil navalisable utilisant les réacteurs M88. Dans un contexte de guerre froide, les autres pays se partagent le budget du programme à raison de 33 % pour l'Allemagne, 33 % pour le Royaume-Uni, 21 % pour l'Italie et 13 % pour l'Espagne.
Le concept final, adopté à la fin de l'année 1987, reprend certaines caractéristiques du démonstrateur EAP (Experimental Aircraft Program) construit par British Aerospace et dont le premier vol s'est déroulé le 8 août 1986. Les contrats concernant le développement du réacteur Eurojet EJ200 (8 900 kg de poussée) sont signés le 23 novembre 1988, les deux premiers prototypes recevant en attendant des Turbo-Union RB199 (7 264 kg de poussée).
À ce moment, le premier vol est prévu pour 1991 et les livraisons pour 1996. Les commandes envisagées étaient alors de 765 appareils, à raison de 250 exemplaires pour l'Allemagne et le Royaume-Uni, 165 pour l'Italie et 100 pour l'Espagne. En fait, à la demande de l'Allemagne, qui désirait réduire le coût de l'appareil et examiner diverses autres options techniques, le programme a été rexaminé. Sept configurations différentes pour le futur EFA (European Fighter Aircraft) ont été comparées, tandis que l'Italie et l'Espagne gelaient provisoirement leurs études en octobre 1992. La conférence ministérielle internationale tenue le 10 décembre de la même année a permis la relance du programme sous l'appellation Eurofighter Typhoon, la mise en service étant alors prévue pour 1999.
Le prototype a tour à tour pris différents noms, d'abord EFA (European Fighter Aircraft, c'est-à-dire avion de chasse européen) puis Eurofighter ensuite Eurofighter 2000. Le nom finalement utilisé pour les avions de série est Eurofighter Typhoon.

### Essais

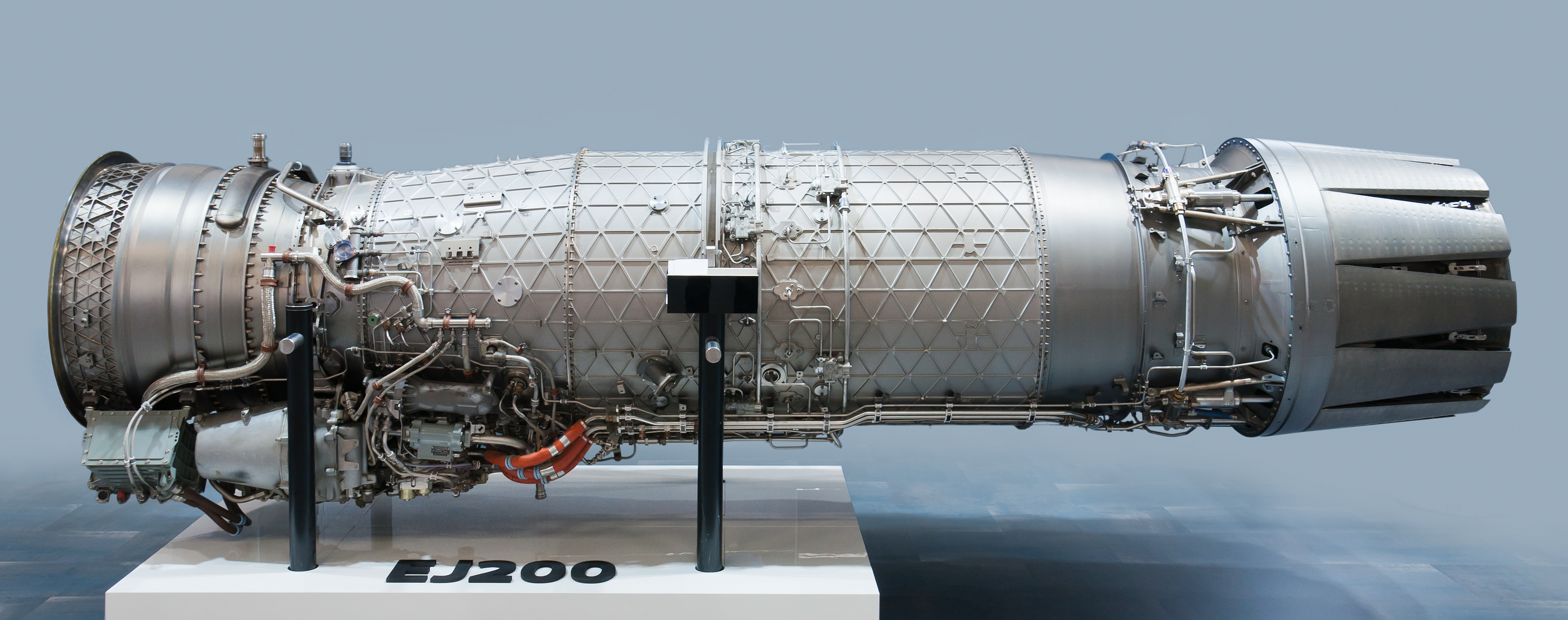
Le moteur EJ200 de l'Eurofighter Typhoon.

En 1996, les recherches d'économies ont été abandonnées et la firme Eurofighter GmbH a eu l'autorisation de développer le modèle initialement prévu. On espérait alors que les premières livraisons de série auraient lieu aux quatre forces aériennes concernées en 2001, la RAF voulant disposer d'une première unité opérationnelle en 2005. À l'origine, huit appareils de développement, appelés DA, devaient être construits, mais l'un d'eux a été supprimé au début de 1991 par souci d'économie.
Les sept avions d'essai sont :
- Le DA1 (codé 98+29), construit par l'entreprise allemande DASA à Ottobrunn était un monoplace et devait décoller de Manching le 11 mai 1992. Mais en raison de problème de commandes de vol, il n'a pu quitter le sol que le 27 mars 1994. En 1997, ses réacteurs RB199-122 ont été remplacés par des EJ200.
- Le DA2 (codé ZH 588), sorti de l'usine de la Bae de Warton (en), également monoplace, a effectué son premier point fixe le 30 août 1992 mais n'a volé que le 6 avril 1994. Il a également reçu, en 1997, les réacteurs EJ200. Cet avion a été perdu en novembre 2002 à la suite d'un problème moteur.
- Le DA3 (codé MMX602), fabriqué par Alenia Aeronautica à Turin, doté dès le début de EJ200, a volé le 4 juin 1995.
- Le DA4 (codé ZH 590), britannique, est le premier biplace et le premier appareil comportant l'ensemble du système radar. Sorti d'usine le 4 mai 1994, il a effectué son vol initial le 14 mars 1997.
- Le DA5 (codé 98+30), monoplace, destiné aux essais d'armement, a volé le 24 février 1997. En mai 2007 cet appareil aura été le premier Typhoon à voler équipé du nouveau radar CAESAR (CAPTOR Active Electronically Scanned Array Radar - Radar à antenne à balayage électronique actif).
- Le DA6 (codé XCE.16-01), sorti de l'usine CASA de Séville, second biplace, a accompli son premier vol le 24 février 1997. Il s'écrasa le 21 novembre 2002 à la suite d'une double extinction moteur[11].
- Enfin, le DA7 (codé MMX603), italien, a volé le 27 janvier 1997.

## Commandes et coût du programme

### Commandes et coût du programme par la Cour des comptes britannique
Le 9 octobre 1997, le gouvernement allemand décide de financer la production de 180 exemplaires livrables à partir de 2002. L'Italie décide d'acheter 121 et l'Espagne 87, quantités en retrait par rapport aux premières intentions. En avril 2021, la RAF dispose de 137 Eurofighters. Selon l'Agefi, l'Espagne a commandé 20 exemplaires de l'avion de chasse Eurofighter pour un montant de 2,043 milliards d'euros en 2022.

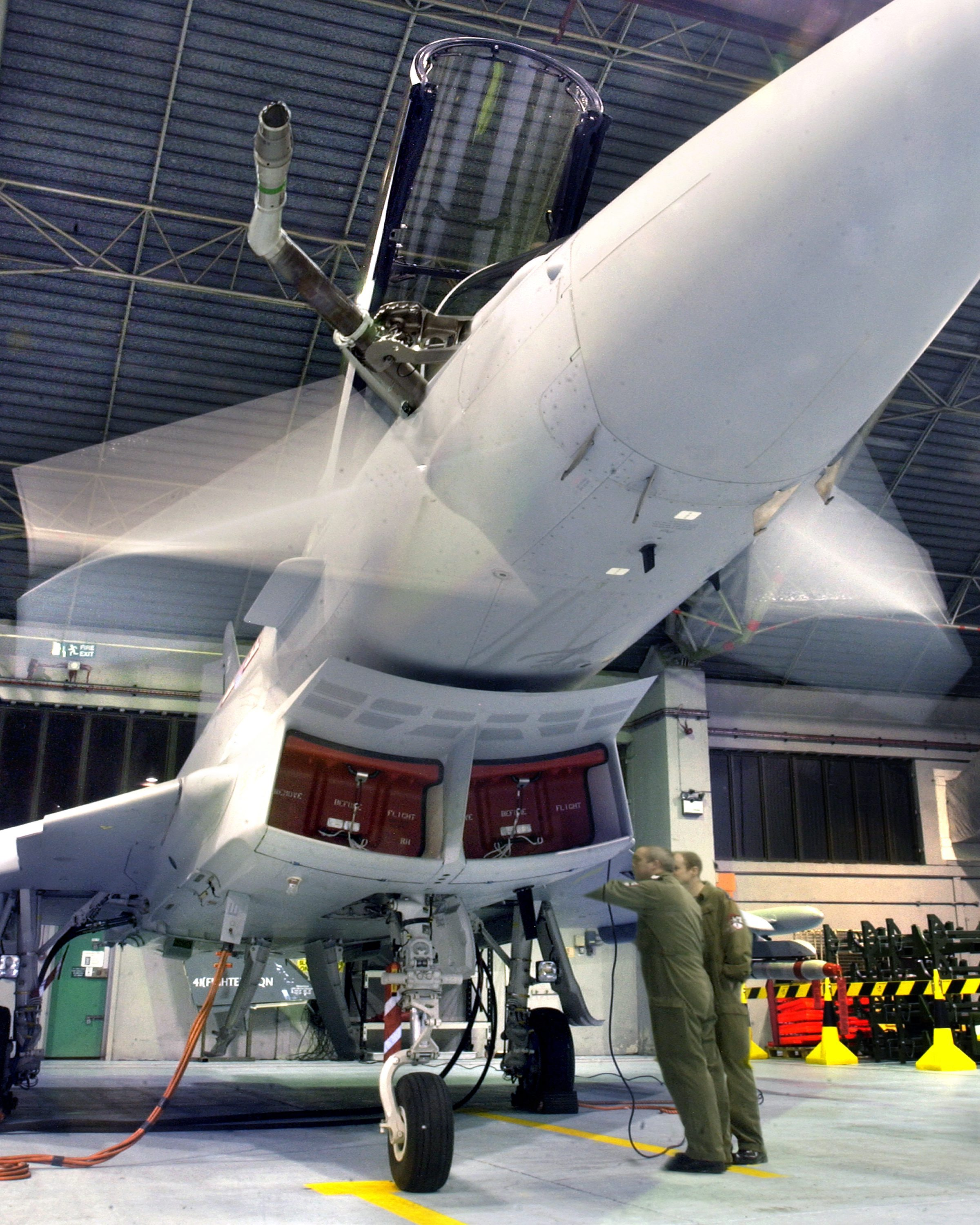
ACM contrôle.

En 2011, la hausse du coût du programme Eurofighter Typhoon a conduit le ministère de la Défense britannique à réduire la cible de 232 à 160 appareils. La Cour des comptes britannique (National Audit Office) estime que les 160 appareils de la Royal Air Force coûteront (développement + production + possession) aux Britanniques 37,1 milliards de livres (43,6 milliards d'euros) soit 272 millions d'euros (+75 % du coût initial) pour chacun des 160 Eurofighter commandés, soit près du double du coût unitaire estimé de chaque Rafale (142,3 millions d'euros) selon la Cour des comptes française. Le coût par heure de vol est estimé par Der Spiegel, sur base du coût d'un vol d'essai de 2009, à 73 992 euros, il est cependant estimé à 18 000 euros dont 8 000 en carburant par le groupe d'information Jane’s, groupe réputé londonien de renseignement et d'information sur la guerre et les transports. Ce montant tient compte du coût de maintenance, d'entretien, de l'assistance technique, des pièces et du carburant, de la préparation et la réparation prévol, et de l'entretien régulier au niveau de l'aérodrome ainsi que des coûts de personnel mais pas du coût en armement, propre à chaque pays et dépendant des opérations67. Ce coût prend certainement en compte une période plus large d'utilisation.
Les processus coopératifs choisis pour ce programme européen ont entraîné surcoûts et retards. La multiplication des chaînes d'assemblage consacrées à l'Eurofighter y a aussi participé. En effet certains partenaires rêvaient d'acquérir les compétences avancées des autres partenaires du programme,.
Capables d’atteindre Mach II, le Typhoon est un intercepteur pur, qui remplacera à terme les Tornado à géométrie variable. Pour remplacer leurs Hawker Harrier à décollage vertical, les Britanniques participent au projet de chasseur-bombardier furtif avec l'américain Lockheed Martin. Ils évaluent à 6,9 milliards d'euros le coût des 50 Lockheed Martin F-35 Lightning II (coût unitaire 100 millions de livres) qui équipent leurs porte-avions de la classe Queen Elizabeth à partir de 2020. Les 216 Typhoon et F35-B britanniques reviendront donc à 50,5 milliards d'euros.
Cependant, pour le F-35, la société britannique BAE Systems est chargée de la conception et de la fabrication du fuselage arrière (y compris les dérives et ailerons) et d'une grande partie de l'électronique de bord. La société britannique Rolls-Royce fournit la soufflante du F-35B (le Rolls-Royce LiftSystem) et travaille avec General Electric sur le réacteur F136, finalement abandonné fin 2011.

### Autres pays
- L'Autriche et l'Arabie saoudite ont annoncé en 2006 l'intention d'acquérir cet avion : 18 puis 15 exemplaires pour le premier, et 72 pour le second. Par contre, la Grèce, qui était intéressée par l'achat de Typhoon, s'est rétractée pour des raisons économiques.
- Le Japon avait annoncé en 2007 son intérêt pour l'Eurofighter Typhoon, afin de remplacer ses F-4EJ Phantom, mais a opté en décembre 2011 pour le F-35 américain.
- La Suisse a également demandé à tester l'Eurofighter pendant l'automne 2008, en parallèle avec le Saab JAS 39 Gripen et le Dassault Rafale, pour remplacer ses Northrop F-5E Tiger II[17]. Au terme de l'évaluation, le Conseil fédéral choisit finalement le Saab JAS 39 Gripen NG, alors que l'Eurofighter Typhoon avait obtenu de meilleures évaluations que le Saab JAS 39 Gripen MS21 pour tous les critères d'analyse[18],[19].— En dernier lieu, une initiative votée par le peuple le 18 mai 2014 désavouera le choix de l'avion suédois et obligera l'armée suisse à lancer un nouvel appel d'offres —
- Le Sultanat d'Oman a fait part de son intérêt pour l'Eurofighter Typhoon en avril 2010, dans le cadre du remplacement de ses SEPECAT Jaguar (qui avaient été commercialisés par le Royaume-Uni)[20]. Néanmoins la commande faite par le Sultanat d'Oman aux États-Unis de 18 F-16 en avril 2010 puis de 12 supplémentaires en décembre 2011 semble éloigner les perspectives d'exportation de l'Eurofighter Typhoon dans ce pays. Mais en 2017, 12 appareils sont commandés, dont deux exemplaires livrés en juin 2017[réf. nécessaire].
- EADS a proposé à la Bulgarie, afin de remplacer une partie des Mikoyan-Gourevitch MiG-29, des Typhoon tranche 1 allemands mais ce pays a décliné l'offre notamment à cause du coût horaire de vol inadapté aux ressources du pays[21].
- Le Chili a annoncé son intérêt grandissant pour l'Eurofighter Typhoon pour remplacer ses Northrop F-5E Tiger II, et envisage d'acheter 12 appareils.
- Les négociations effectuées avec l'Espagne[22] pour remplacer ses F/A-18 A/B débouchent en 2022 sur l'achat de 20 Eurofighter Typhoon de la tranche 4.
- En septembre 2015, le Koweït commande 28 appareils. La négociation du contrat a été menée par le constructeur italien Finmeccanica (Leonardo depuis 2017) et conclue le 5 avril 2016 dans le cadre d'un accord intergouvernemental entre le Koweït et l'Italie pour un montant total de 7 à 8 milliards de dollars[23].
- En septembre 2015, la Belgique est placée dans le camp des clients potentiels par la candidature annoncée du consortium Eurofighter. Néanmoins en octobre 2018, le pays décide l'acquisition de 34 Lockheed Martin F-35.
- En 2022, la Serbie indique son intérêt pour l'Eurofighter[24] avant d'opter en septembre 2024 pour le Rafale de Dassault aviation (12 exemplaires).

## Performances
À Dubaï, en 2009, un exercice appelé Advanced Tactical Leadership Course (ATLC) a pour la première fois vu s'affronter les avions de chasse les plus modernes à partir de la base d'Al Dhafra. Lors d'une simulation de combat, quatre Eurofighter auraient été détruits par deux Rafale. Les règles d'engagement étaient BVR, c'est-à-dire au-delà de la portée visuelle et le matériel français est apparu comme supérieur. Pour cette raison, le Royaume-Uni a signé un contrat de 2,8 milliards de dollars avec BAE Systems/Leonardo pour la livraison du radar à balayage électronique actif ECRS Mk 2 sur une partie de la flotte des avions de combat Eurofighter Typhoon de la Royal Air Force (RAF).

## Production

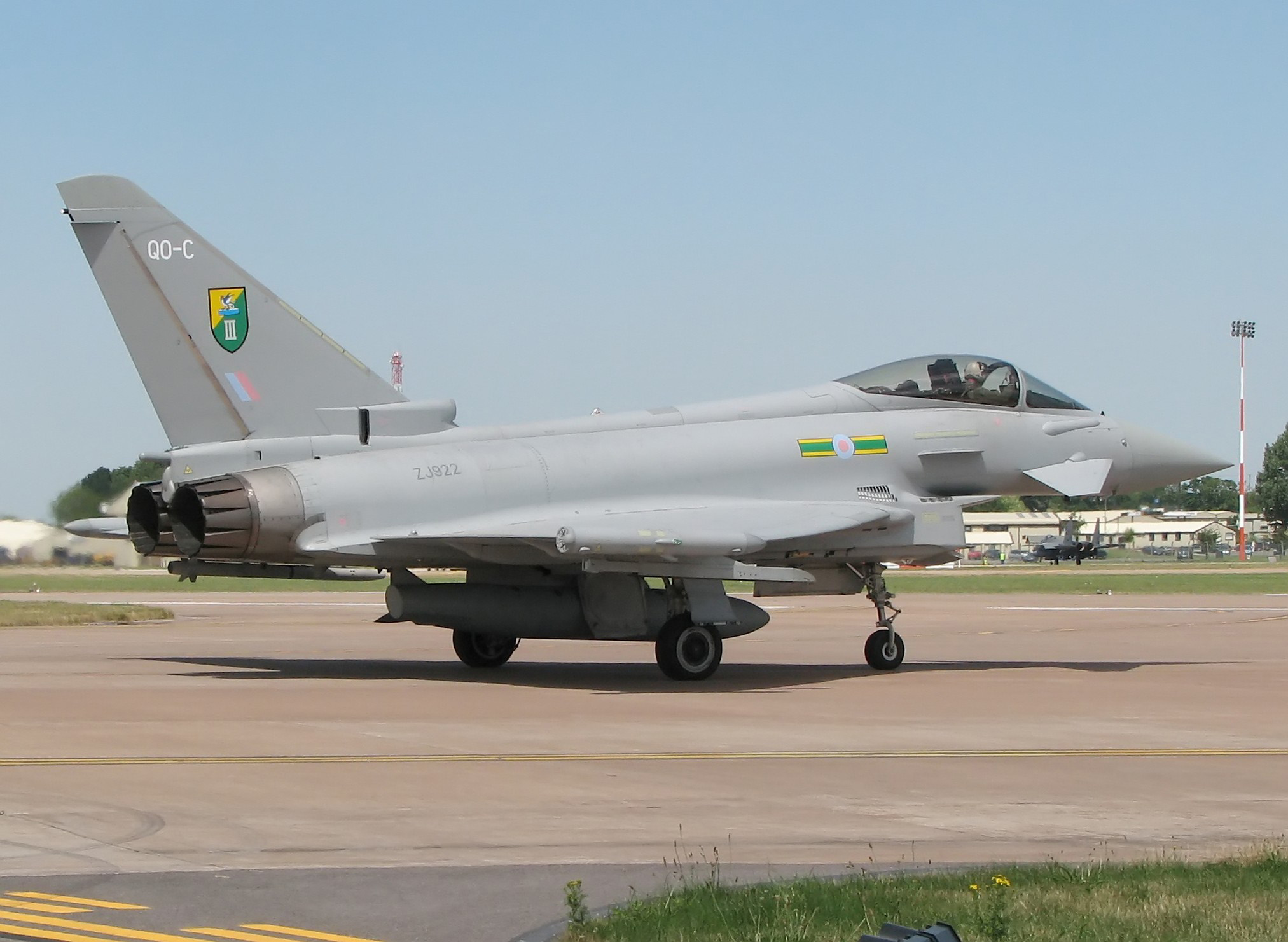
Un Typhoon de la Royal Air Force.

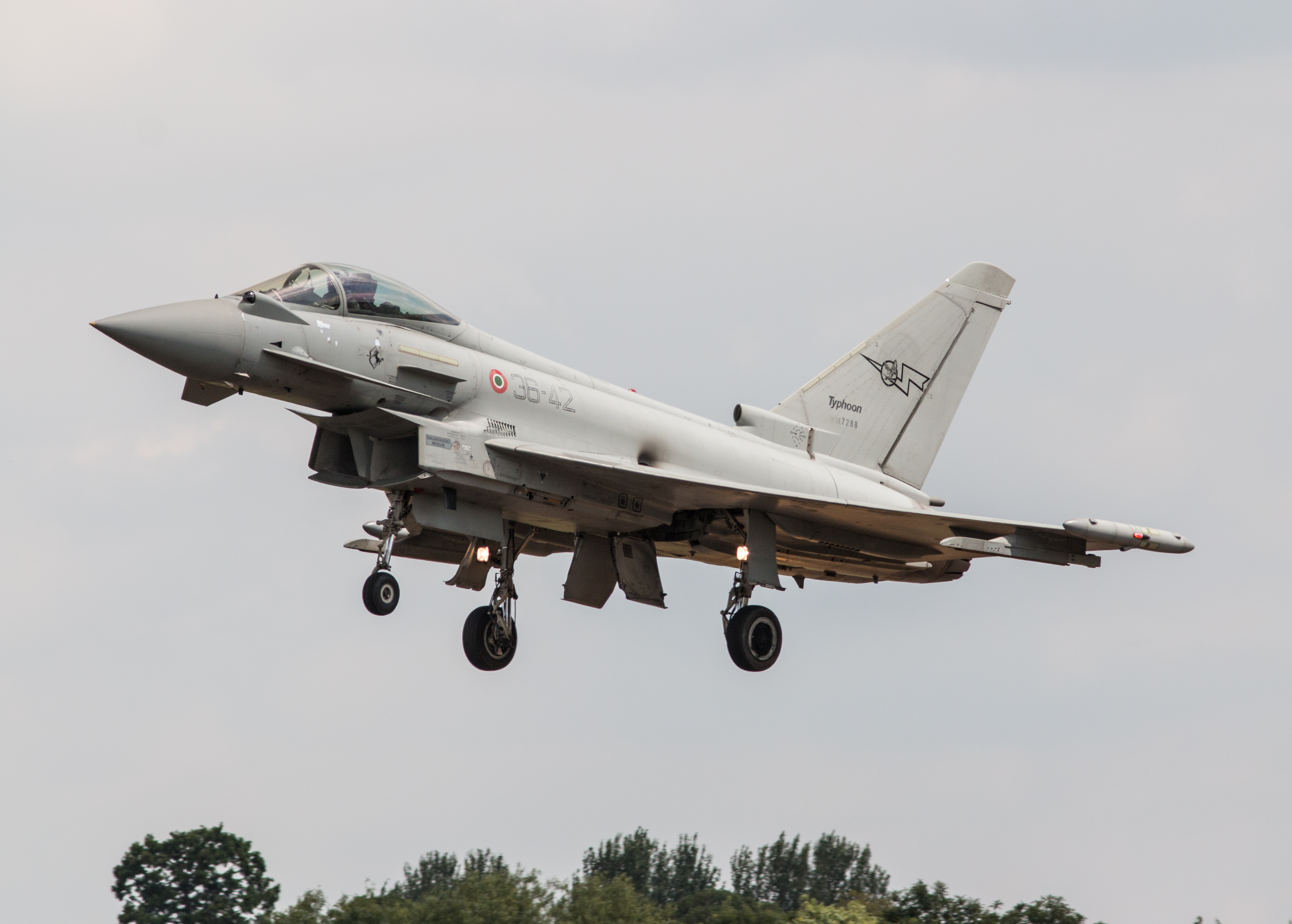
Typhoons de la Aeronautica Militare.

Comme le Panavia Tornado, l'Eurofighter Typhoon est, au début du XXIe siècle, un avion de combat européen produit sur plusieurs sites différents. Cette dispersion empêche toute destruction totale des usines, mais en contrepartie contribue au prix élevé de l'appareil. Chaque partenaire assemble les modèles destinés à son besoin national, tout en participant à la production de composants pour les 692 avions commandés (exports compris). La première livraison a lieu en 2003. Pour respecter l'équité européenne, l'Eurofighter Typhoon II voit son aile droite fabriquée en Espagne et la gauche en Italie.
Partenaires :
- Alenia Aeronautica (Italie)
- BAE Systems (Royaume-Uni)
- EADS Deutschland (Allemagne)
- EADS CASA (Espagne)

| Pays            | Tranche 1 | Tranche 2 | Tranche 3 | Tranche 4 | Total commandes | Total livrés | En service |
| --------------- | --------- | --------- | --------- | --------- | --------------- | ------------ | ---------- |
| Allemagne       | 33        | 79        | 31        | 38        | 181             | 143          | 141        |
| Italie          | 28        | 47        | 21        | 0         | 96              | 96           | 95         |
| Espagne         | 19        | 34        | 20        | 20        | 93              | 73           | 70         |
| Royaume-Uni     | 53        | 67        | 39        | 0         | 159             | 159          | 157        |
| Autriche        | 15        | 0         | 0         | 0         | 15              | 15           | 15         |
| Arabie saoudite | 0         | 48        | 24        | 0         | 72              | 72           | 71         |
| Oman            | 0         | 0         | 12        | 0         | 12              | 12           | 12         |
| Koweït          | 0         | 0         | 28        | 0         | 28              | 28           | 28         |
| Qatar           | 0         | 0         | 24        | 12        | 36              | 24           | 24         |
| Total           | 148       | 275       | 199       | 58        | 692             | 622          | 617        |

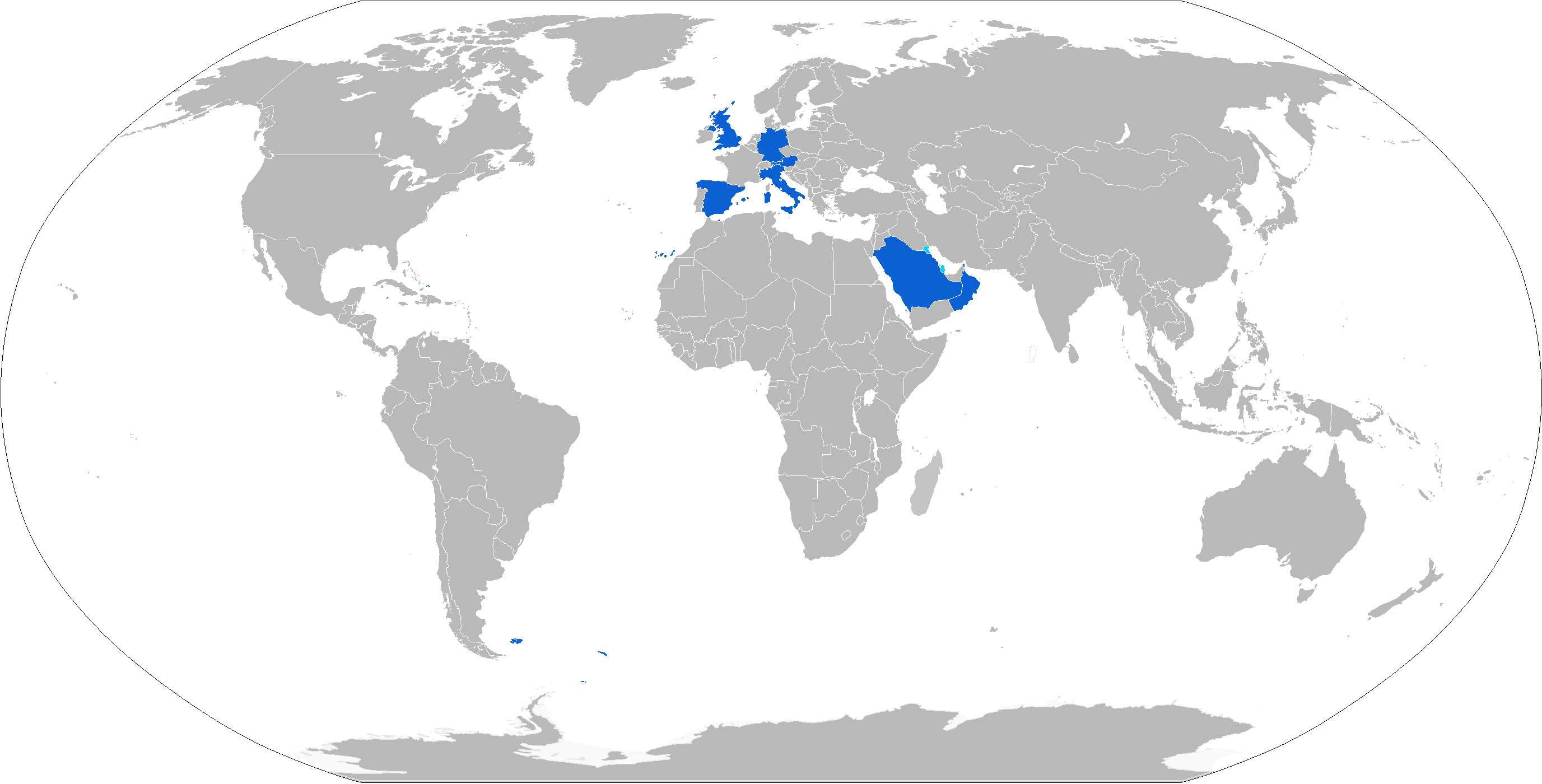
Pays utilisateurs de l'Eurofighter Typhoon.

Les appareils de la tranche 1 sont limités à l'emploi de missile air-air et possèdent des capacités air-sol très limitées avec l'emploi des seules bombes lisses ou à guidage laser.
Le 20 mars 2008, le dernier Typhoon de la première tranche a été livré. Les derniers avions de la tranche suivante sont livrés fin 2014.
Les appareils de la tranche 2 sont dotés d'un calculateur principal plus performant lui permettant l'emploi de bombes à guidage GPS et de missiles de croisière de type Taurus ou Storm Shadow.

## Mise en service

### Royaume-Uni
À côté des unités équipées de Panavia Tornado, l'Eurofighter doit équiper les unités d'interception suivantes : No. 17 (Reserve) Squadron, No. 29 (Reserve) Squadron, No. 3 Squadron, No. 11 Squadron, No. 43 Squadron, No. 111 Squadron, No. 6 Squadron, No. 54 Squadron, No. 41 Squadron.
Le 10 octobre 2008, la Royal Air Force a reçu le premier appareil de la tranche 2.

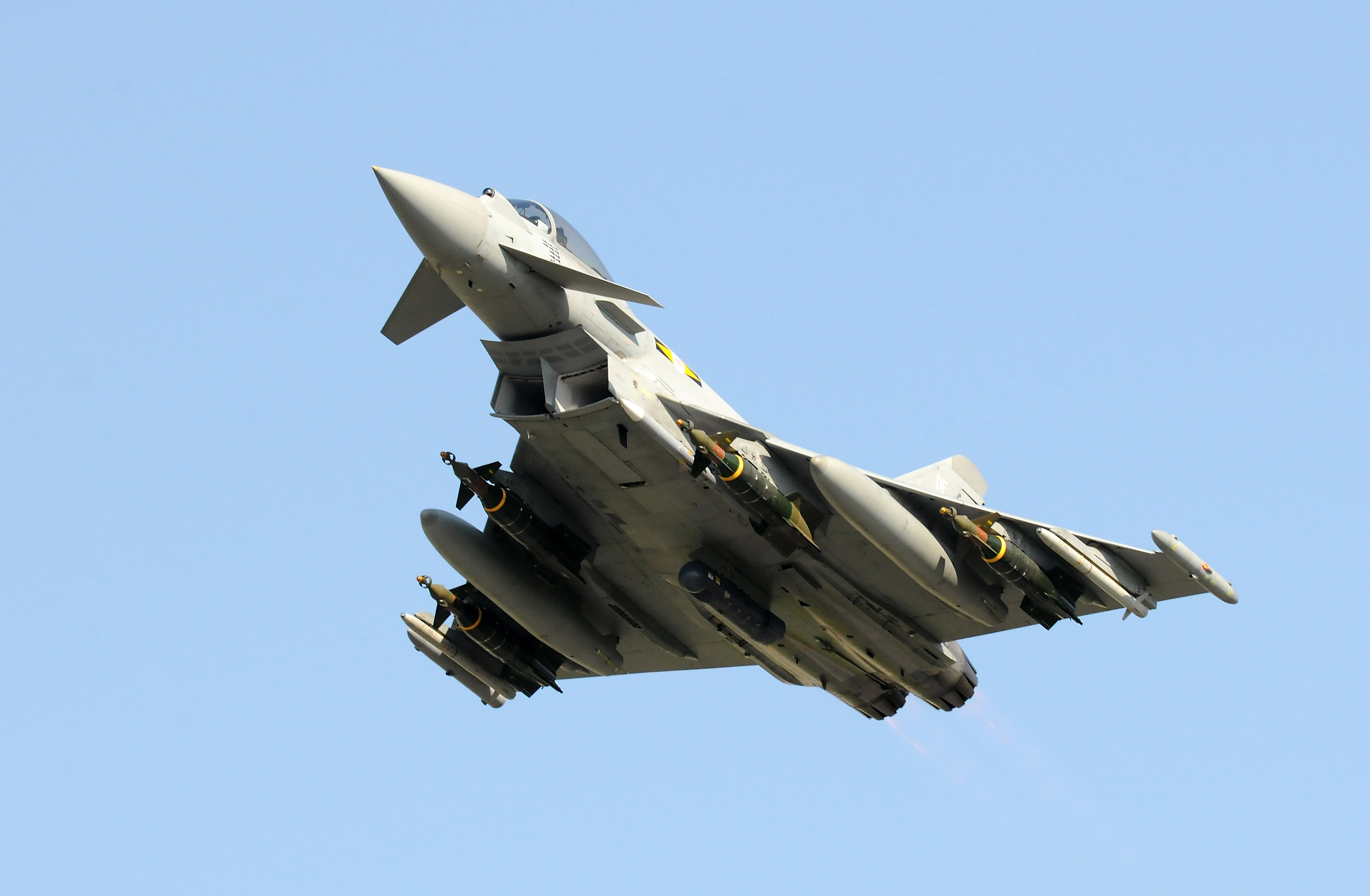
Typhoon de la Royal Air Force en Italie lors de l’intervention en Libye en 2011.

En septembre 2010, elle dispose de 64 Eurofighter. Au 30 mars 2011, sur 69 pilotes qualifiés sur Typhoon (dont les instructeurs), 18 sont en Italie dans le cadre des opérations en Libye, 24 sont affectés à la défense aérienne britannique et 12 assurent le même rôle aux Malouines, seuls 15 restant disponibles pour d’autres missions. Selon un rapport de 2011, avec la réduction de la tranche 1 (48 appareils) et de la tranche 2 (24 appareils transférés à l'Arabie saoudite) la RAF ne commandera que 160 appareils. En novembre 2015, on prévoit dans un délai de 10 ans 84 avions modernisés dans 7 Squadrons de 12 appareils et qu'ils restent en service jusqu'en 2040 au lieu de 2030,.
En avril 2021, elle dispose de 137 Eurofighter.
Les Squadrons actuellement équipés de Typhoon sont :
À RAF Coningsby (Angleterre) :
- No. 3 Squadron RAF depuis le 1er avril 2006,
- No. 11 Squadron RAF depuis 2007,
- No. 29 Squadron RAF depuis 2003 (unité d'entraînement et d'évaluation),
- No. 41 Squadron RAF depuis avril 2013 (unité de test et d'évaluation),

À RAF Lossiemouth (Écosse) :
- No. 1 Squadron RAF depuis le 15 septembre 2012,
- No. 2 Squadron RAF depuis le 1er avril 2015,
- No. 6 Squadron RAF depuis le 6 septembre 2010,

À RAF Mount Pleasant (Îles Malouines)
- No. 1435 Flight RAF depuis septembre 2009.

### Espagne

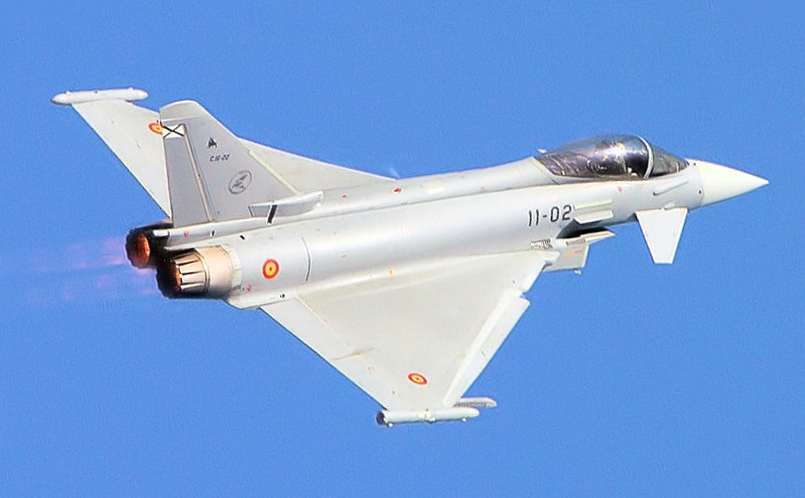
Un Eurofighter espagnol.

63 Eurofighter Typhoon équipent les unités Ala 11 à Séville et Ala 14 d'Albacete de l'Ejército del aire le 13 octobre 2017 qui a perdu 3 des 87 appareils commandés, respectivement en 2010, 2014 et 2017.
En 2020, l'Espagne achète encore 20 Eurofighter Typhoon de la tranche 4.

### Italie
Le premier avion de série a été livré officiellement le 19 février 2004 à l'Aeronautica militare. Le 4e Stormo est le premier escadron à recevoir l'Eurofighter Typhoon à partir de mars 2004, d'abord au sein de son 9e Gruppo chargé de la formation des pilotes. Les Typhoon italiens sont les premiers à être utilisés opérationnellement, en assurant la couverture aérienne des Jeux olympiques de Turin. Les 29 avions de la première tranche sont livrés à la fin de 2007. 90 appareils ont été réceptionnés en février 2018, un a été perdu le 25 septembre 2017;
L'Eurofighter équipe les unités suivantes :
- 4e Stormo à Grosseto
- 36e Stormo à Gioia del Colle
- 37e Stormo à Trapani

### Allemagne

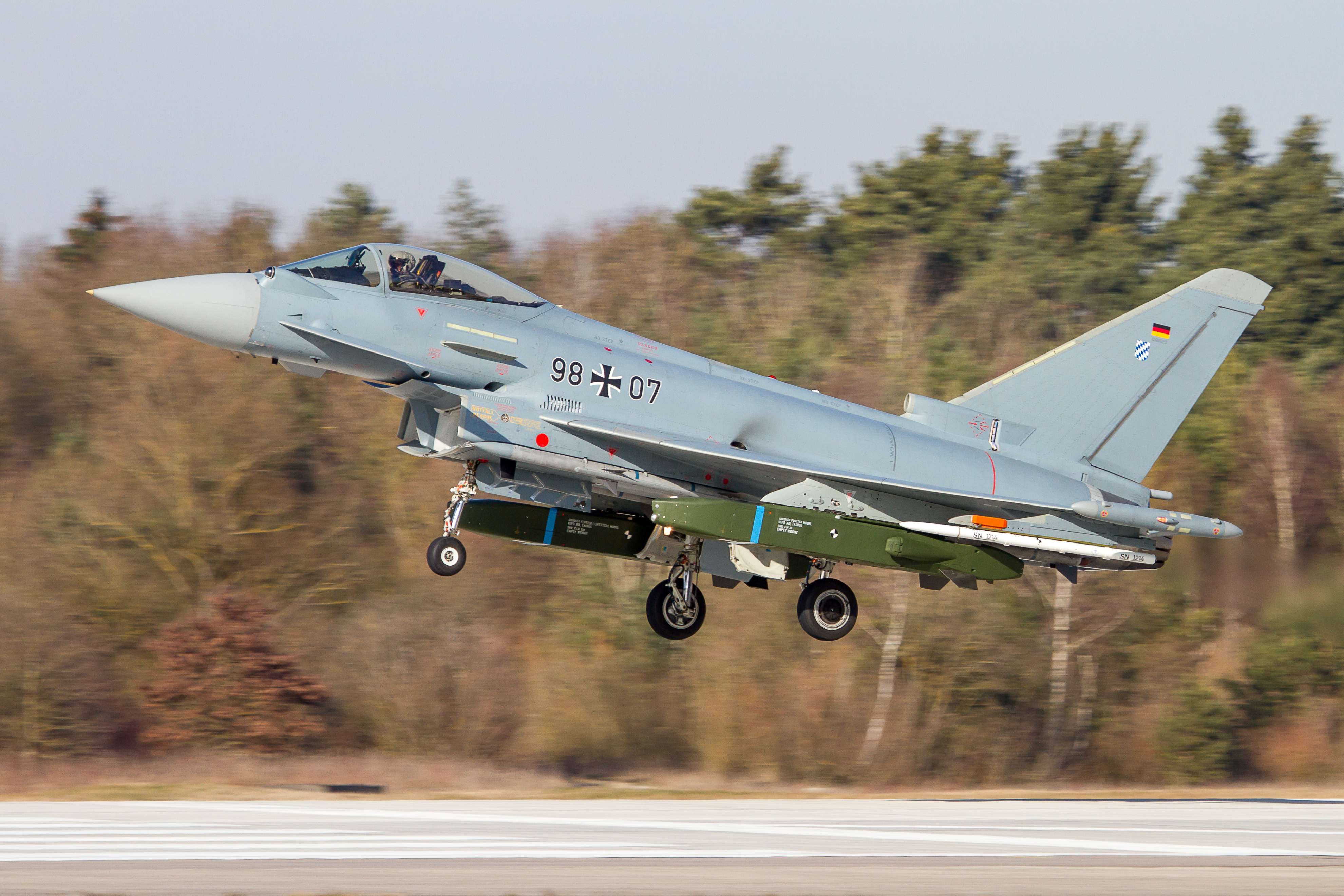
Le Typhoon d'essai allemand IPA7 atterrissant en 2014 avec deux missiles de croisière TAURUS KEPD 350.

Le premier avion de série a été livré officiellement le 4 août 2003. Chargée de la formation des pilotes, la TLG 73 a reçu son premier biplace fin avril 2004. Chargée de la défense aérienne, la TLG 74 est la première unité de combat transformée sur Eurofighter Typhoon, qu'elle a commencé à recevoir en juillet 2006.

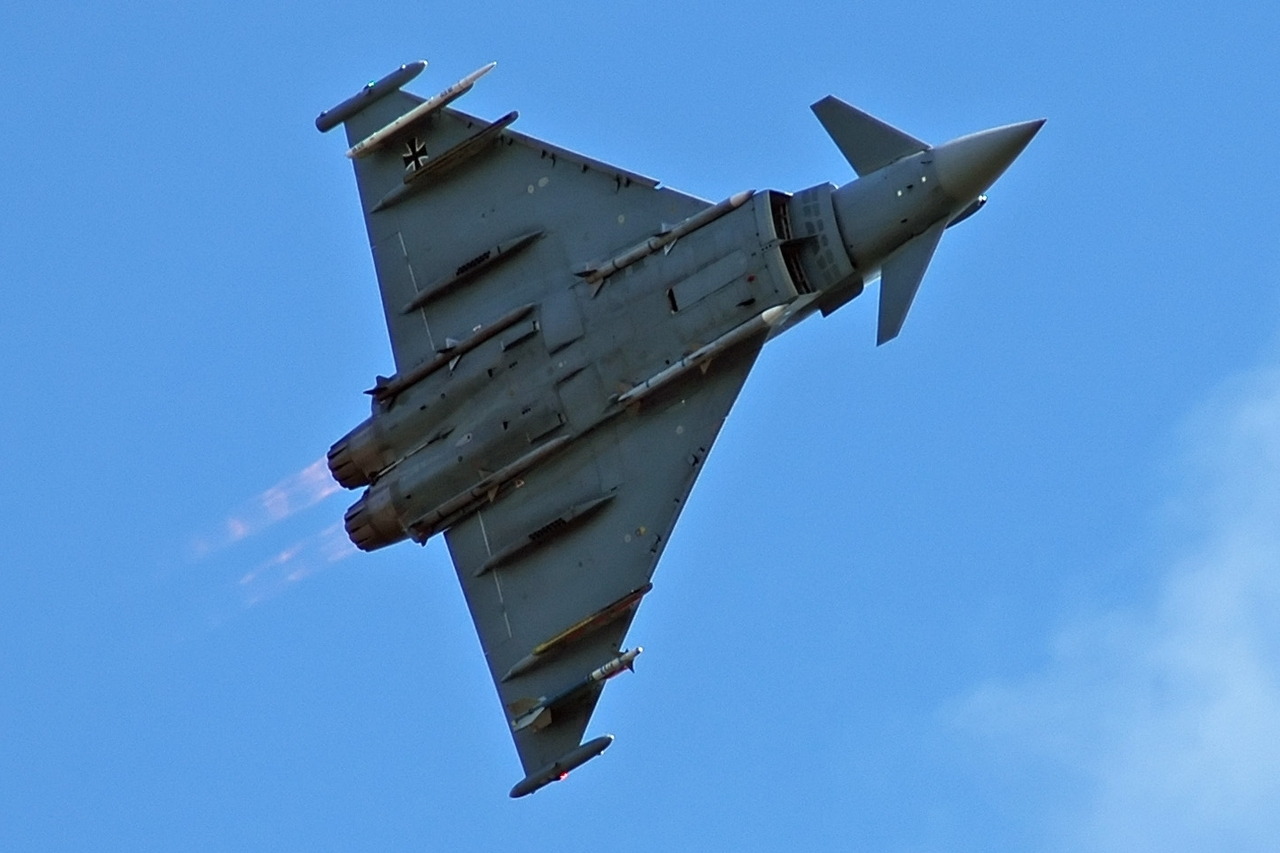
Un Eurofighter allemand.

En décembre 2018, 134 des 143 exemplaires commandés étaient en service dans les quatre escadres mais, selon un rapport, moins d'une dizaine sont réellement opérationnels :
- Jagdbombergeschwader TLG 31 « Boelcke » à Nörvenich opérationnelle sur Typhoon depuis le mars 2012 compte deux escadrons. Elle dispose de 31 Typhoon, une dizaine de la tranche 2 et une vingtaine de la tranche 3A. Depuis décembre 2017 c'est la seule des quatre escadres apte au combat multirôle, beaucoup de ses pilotes étant issus du Tornado et donc spécialisés dans l'attaque au sol. L'unique munition air-sol mise en œuvre est la bombe GBU-48 Paveway II de 454 kg à guidage Laser/GPS (couplée à la nacelle de désignation Laser LITENING III) dont la portée est de 25 km. Le combat aérien est effectué avec les missiles IRIS-T à courte portée, AIM-120 AMRAAM à moyenne portée et le canon Mauser BK-27
- Jagdgeschwader TLG 71 « Richthofen » à Wittmund pour le combat aérien exclusivement avec les missiles IRIS-T à courte portée, AIM-120 AMRAAM à moyenne portée et le canon Mauser BK-27
- Jagdgeschwader TLG 73 « Steinhoff » à Laage pour le combat aérien exclusivement avec les missiles IRIS-T à courte portée, AIM-120 AMRAAM à moyenne portée et le canon Mauser BK-27
- Jagdgeschwader TLG 74 « Mölders » à Neuburg an der Donau pour le combat aérien exclusivement avec les missiles IRIS-T à courte portée, AIM-120 AMRAAM à moyenne portée et le canon Mauser BK-27

Le 5 novembre 2020, la commission budgétaire du Parlement allemand approuve l'achat de 38 nouveaux avions de combat Eurofighter Typhoon, pour un montant de 5,4 milliards d'euros. Le 11 novembre, la signature du contrat est validée par le constructeur.
Le 14 mars 2022, l'Allemagne annonce son intention d'achat de 15 nouveaux Eurofighter en plus de F-35A pour remplacer sa flotte d'avions Tornado.

### Autriche
Le premier Eurofighter tranche 1 à équiper la force aérienne autrichienne, codé 7L-WA, atterrit le 12 juillet 2007 à 10 h 45 sur la base aérienne de la Bundesheer de Zeltweg en Styrie, Le 7L-WA est le 125e Eurofighter livré à une force aérienne. Trois autres avions sont livrés en 2007 : un en août, un en octobre et un en décembre. La livraison des 11 autres appareils s'échelonne jusqu'en mars 2009.
La capacité opérationnelle complète est atteinte à l'été 2009. Les Typhoon autrichiens prennent le relais des F-5E/F prêtés par la Suisse.
Ce contrat est remis en cause par le ministre de la Défense autrichien en 2017. Des accusations de fraude et de corruption sont alors formulées contre Airbus, et une action judiciaire est lancée en février 2017. En novembre 2020, le tribunal régional de Vienne (Oberlandesgericht) classe l'affaire, déboutant le parquet anticorruption et la République d'Autriche.
Les quinze Eurofighter tranche 1 resteront en service au moins jusqu’en 2025-2026, le temps pour l'Autriche de leur trouver un remplaçant conforme à son budget de la défense.

### Arabie saoudite
L'Arabie saoudite prend livraison à compter de l'été 2009 de 72 avions militaires Eurofighter commandés à BAE Systems 4,43 milliards de livres (5,2 milliards d'euros) en septembre 2007. Les dernières livraisons ont lieu fin 2017. Le Royaume-Uni a signé avec l'Arabie saoudite un protocole d'accord pour l'achat par les Saoudiens de 48 avions de combat Eurofighter Typhoon en mars 2018.

Utilisateurs actuels
En attente de livraison

### Oman
Le sultanat d'Oman a approuvé l'achat de douze Eurofighter Typhoon en décembre 2012,. Les livraisons ont lieu du 4 juin 2017 au 4 juin 2018. Ils sont opérés par le No 8 Squadron sur la base aérienne Adam.

### Qatar
Le Qatar a signé le 10 décembre 2017 un contrat portant sur l'achat de 24 Eurofighter Typhoon pour un montant de 6 milliards de livres et des livraisons en 2022.

### Koweït
Les deux premiers des 28 Typhoon commandés, construits en Italie arrivent au Koweït le 14 décembre 2021. Le Koweit réceptionne ses deux premiers exemplaires de l'Eurofighter de la Tranche 3A bénéficiant d'un radar AESA avant d'autres pays du programme.

## Caractéristiques

### Le système AIS
Le système AIS (Attack and Identification System) réalise la fusion des informations remontant des multiples capteurs embarqués et des capteurs externes via le système MIDS (Multifunction Information Distribution System). C'est par ce système que l'on contrôle les émissions électromagnétiques de l’avion pour réduire sa détectabilité (système EMCON - EMission CONtrol).

### Le radar CAPTOR

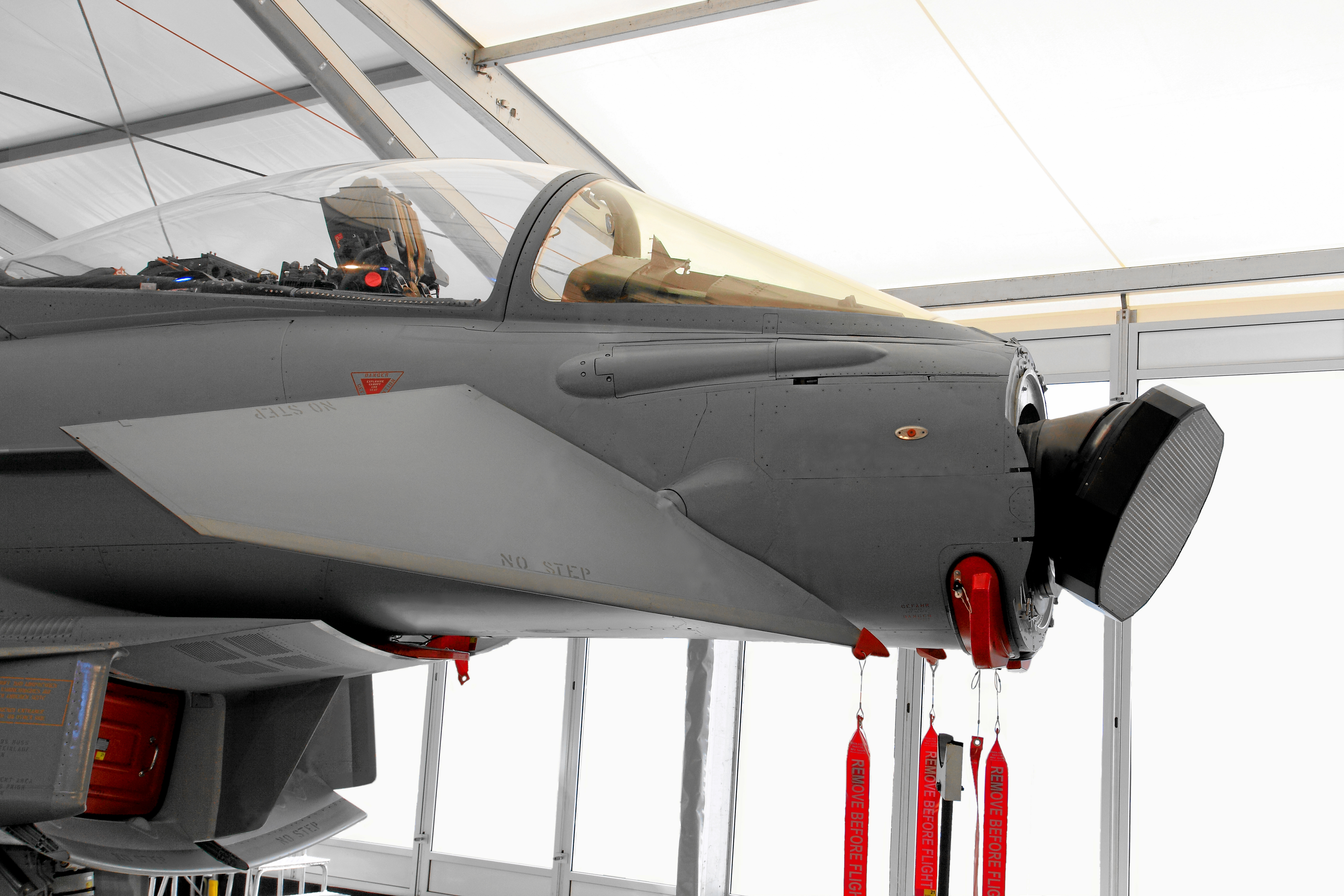
EuroRADAR CAPTOR.

L'Euroradar CAPTOR est un radar de troisième génération développé entre autres par l'entreprise allemande Hensoldt opérant en bande X qui permet à la fois de faire une recherche sur grande distance, de l’illumination et de la poursuite. Il lance automatiquement une poursuite lors du scan (Track while scan – TWS) pour une liste de cibles dont le nombre exact reste classé. Il est possible de l’asservir directement sur le casque du pilote, les données obtenues pouvant ensuite être utilisées pour l’armement air-air courte portée tel que l’ASRAAM. Le système d'identification ami ou ennemi (IFF) est intégré dans le système CAPTOR.
Crédité d'une portée de 180 km, le CAPTOR est toutefois un radar technologiquement dépassé (antenne à balayage mécanique), de la même génération que le radar RDY (160 km de portée) du mirage 2000-5F.
Une première version de test du radar CAPTOR E-Scan avec antenne à balayage électronique actif a été présentée pour la première fois le 15 juillet 2014 lors du salon de Farnborough, sans date de mise en service opérationnelle annoncée. Les appareils existants de tranche 2 et ceux à venir de tranche 3A pourront utiliser ce nouveau radar. Le programme de développement et d'intégration dans les appareils est budgété à son lancement en 2014 à hauteur de 1 milliard d'euros par l'Allemagne, l'Italie, l'Espagne et la Grande-Bretagne.

### Le système PIRATE

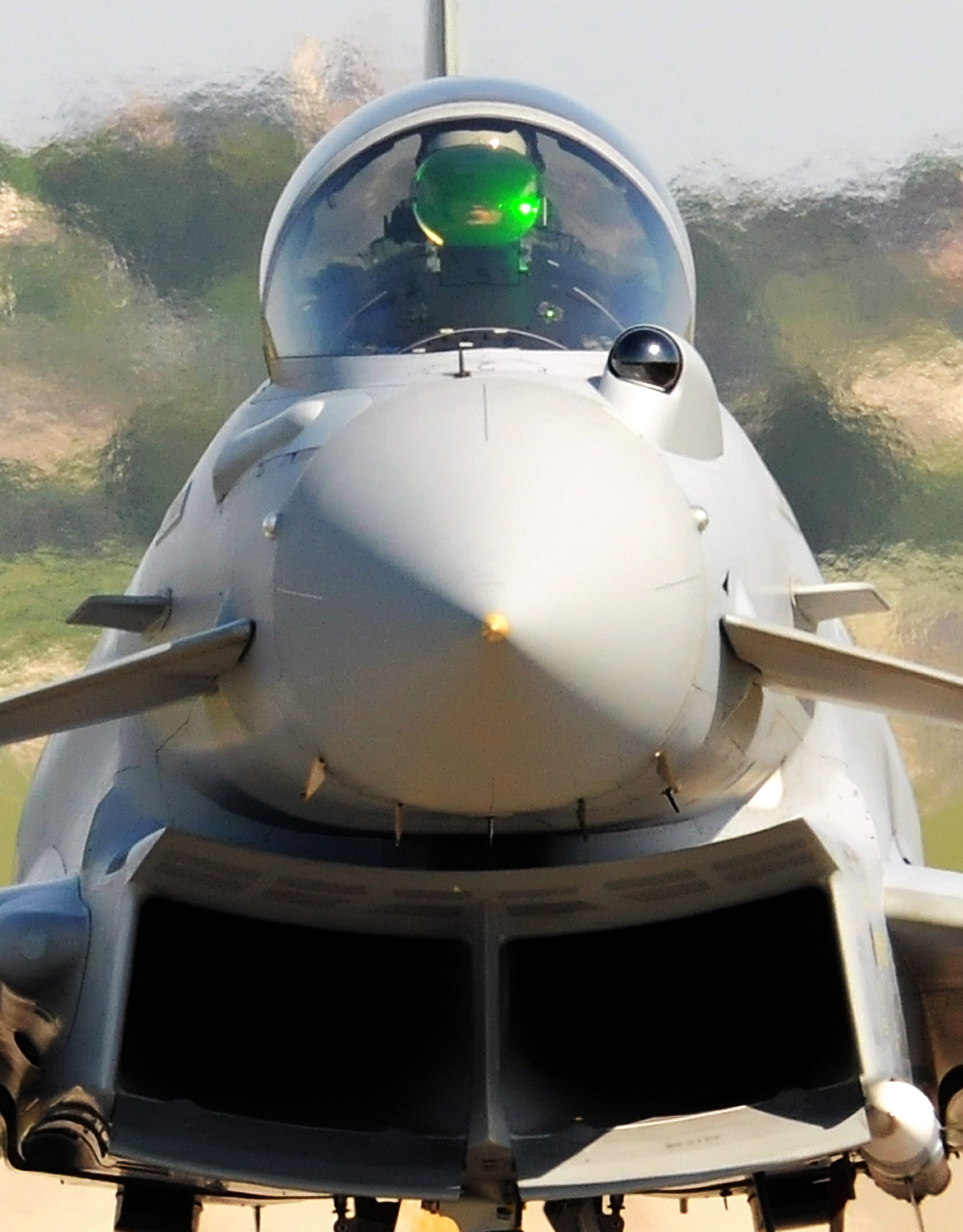
Eurofighter Typhoon doté du système PIRATE.

Le radar CAPTOR étant un système actif, il est détectable par un ennemi qui utiliserait un détecteur d'alerte radar performant. Il n'y a que deux façons de résoudre ce problème. Une méthode consiste à utiliser les données recueillies auprès d'autres plates-formes. Une autre méthode consiste à utiliser un système embarqué de détection passive. Le PIRATE, pour Passive Infra Red Airborne Tracking Equipment (équipement de suivi aéroporté à infrarouge passif), est un équipement de deuxième génération d'imagerie infrarouge utilisé à cet effet.
PIRATE intègre à la fois une capacité FLIR (imagerie infrarouge frontale) et IRST (veille et poursuite infrarouges). Le système fait appel à un capteur infrarouge très sensible qui opère dans des longueurs d'onde de 3 à 11 µm en deux bandes. Cela permet aussi bien la détection des panaches de gaz d'échappement chauds des moteurs à réaction que la détection de la surface de chauffe causée par la friction avec l'air de l'atmosphère. Le refroidissement du capteur permet de détecter même de petites variations de température à longue portée. L'utilisation de techniques de traitement d'image améliore encore les données recueillies, ce qui donne presque une image haute résolution des objectifs. Les images obtenues via ce système peuvent être affichées sur l'un des afficheurs multifonctions intégrés dans le cockpit. En outre, l'image peut être superposée à la fois sur le viseur de casque et sur l'affichage tête haute.

### Le système DASS

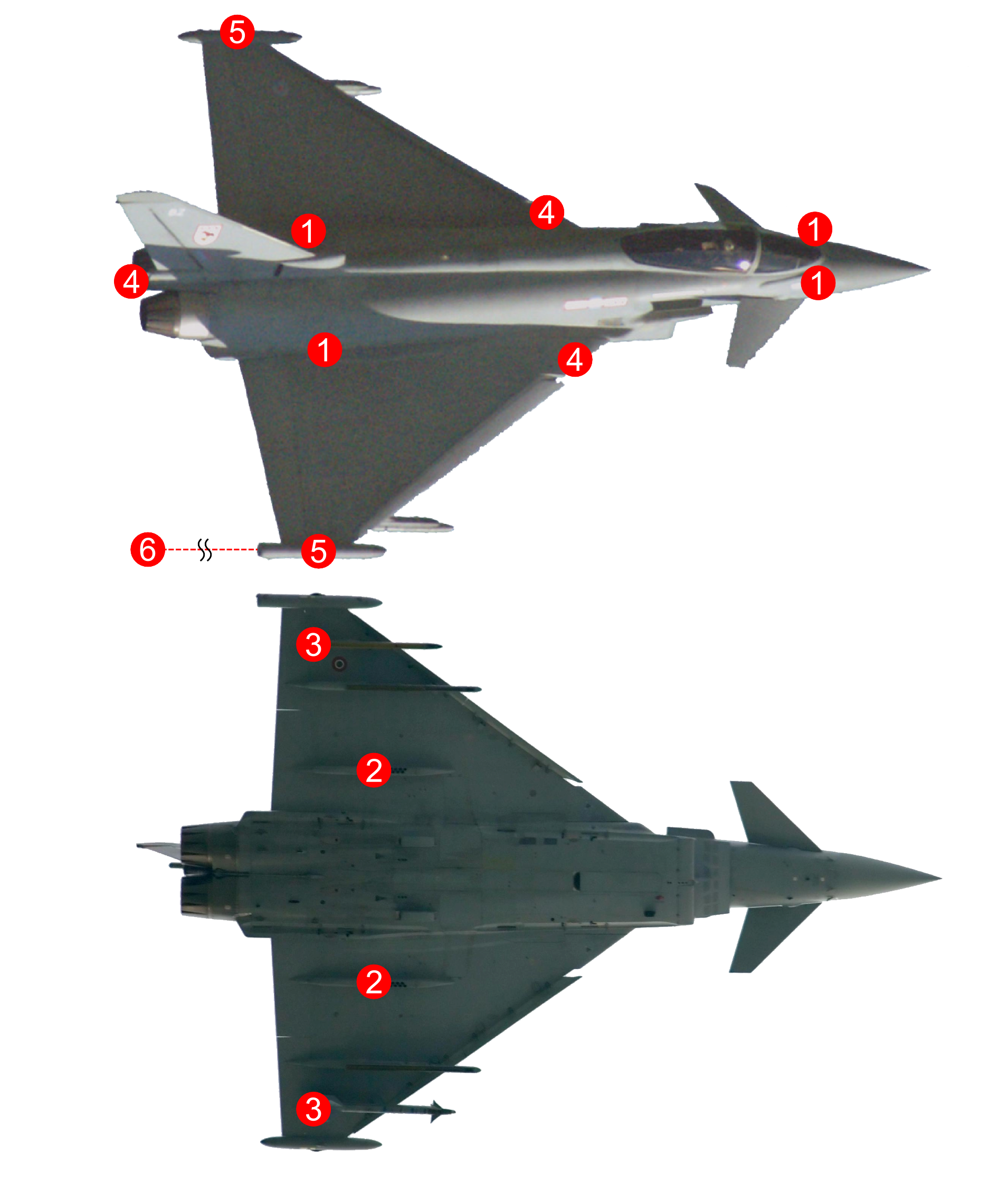
Position des sous-systèmes: 1. Détecteur d'alerte laser / 2. Donateur Cobham / 3. Distributeur BOL / 4. Détecteur de missiles / 5. Nacelles ESM / ECM / 6. Brouilleur de remorquage.

Il a été décidé d’adopter une architecture modulaire pour le système défensif, le Praetorian DASS (en) (Defensive Aids Sub System) du système d'aides défensives. Toutes les parties du DASS sont contrôlées par un DAC (Defensive Aids Computer). Le DAC offre une capacité entièrement automatisée pour analyser et répondre à toute menace que l’Eurofighter pourrait rencontrer. Pour fournir ces informations essentielles sur la situation extérieure, le DASS s’appuie sur différents sous-systèmes comme le détecteur d’alerte radar et son équivalent optronique, le Détecteur d’Alerte Laser (DAL) qui prévient de toute illumination liée à des télémètres lasers ou autres systèmes de guidage laser. On note également la présence de Détecteurs de Départ Missiles (DDM) qui fournissent des informations à 360° sur toute approche de missile, donnant ainsi le temps nécessaire pour engager des manœuvres d’évitement, en s’appuyant par exemple sur des leurres. En 2018, la Luftwaffe révèle que seulement 39 de ses 128 Eurofighter étaient réellement opérationnels en 2017 principalement à cause du système d'autoprotection DASS qui présente de nombreux dysfonctionnements "Le problème est compliqué. Tous les "Eurofighter" ont un capteur sur leurs ailes qui détecte les avions ennemis ou les attaques et avertit le pilote. Il y a environ six mois, on a découvert que la nacelle n'était plus correctement refroidie. Comme il est au cœur du système d'autoprotection DASS et qu'il doit être actif sur toutes les opérations, le nombre d'avions opérationnels diminue.

### Développements ultérieurs
BAE Systems a fait des essais en soufflerie de réservoir conforme de 1 500 litres,,.

### Armement et équipement
| Armement                             | Modèles              | Utilisateurs                                                                    | Notes                                                                                         |
| ------------------------------------ | -------------------- | ------------------------------------------------------------------------------- | --------------------------------------------------------------------------------------------- |
| Canon de 27×145 mm                   | Mauser BK27          | Allemagne Espagne Italie Royaume-Uni Autriche Arabie saoudite Oman Koweït Qatar |                                                                                               |
| Fox 2 - Missile à guidage infrarouge |                      |                                                                                 |                                                                                               |
| AIM-132 ASRAAM                       |                      | Royaume-Uni                                                                     |                                                                                               |
| IRIS-T                               |                      | Allemagne Espagne Italie Autriche Arabie saoudite                               |                                                                                               |
| AIM-9 Sidewinder                     | J/M/L/LI             | Allemagne Espagne Italie Royaume-Uni Autriche Arabie saoudite Oman              |                                                                                               |
| Fox 3- Missile à guidage radar actif |                      |                                                                                 |                                                                                               |
| AIM-120 AMRAAM                       | C-7                  | Allemagne Espagne Italie Royaume-Uni Arabie saoudite Oman                       | [ 59 ]                                                                                        |
| Meteor                               |                      | Allemagne Espagne Italie Royaume-Uni                                            |                                                                                               |
| Missile air-sol                      |                      |                                                                                 |                                                                                               |
| AGM-65 Maverick                      |                      |                                                                                 |                                                                                               |
| Brimstone                            |                      | Allemagne Royaume-Uni                                                           | ,                                                                                             |
| Missile antinavire                   |                      |                                                                                 |                                                                                               |
| AGM-84 Harpoon                       | D-1                  | Espagne                                                                         | [ 61 ]                                                                                        |
| MDBA Marte                           | ER                   |                                                                                 | [ 62 ]                                                                                        |
| Missile de croisière                 |                      |                                                                                 |                                                                                               |
| Taurus KEPD 350                      |                      | Allemagne Espagne                                                               |                                                                                               |
| Storm Shadow                         |                      | Royaume-Uni                                                                     |                                                                                               |
| Missile antiradar                    |                      |                                                                                 |                                                                                               |
| AGM-88 HARM                          | AGM-88G AARGM-ER     | Allemagne                                                                       | ,                                                                                             |
| Bombes guidée                        |                      |                                                                                 |                                                                                               |
| GBU-16 Paveway II                    |                      | Italie Royaume-Uni Espagne Oman                                                 | ,                                                                                             |
| GBU-48 Enhanced Paveway II           |                      | Italie Royaume-Uni Allemagne Espagne Arabie saoudite                            | [ 66 ]                                                                                        |
| Paveway IV                           |                      | Royaume-Uni Arabie saoudite                                                     | [ 68 ]                                                                                        |
| GBU-54 LJDAM                         |                      | Allemagne                                                                       | ,                                                                                             |
| Bombes non guidée                    |                      |                                                                                 |                                                                                               |
| Bombe de 230 kg                      | Mk. 82               |                                                                                 | [ 59 ]                                                                                        |
| Bombe de 450 kg                      | Mk. 83               |                                                                                 | [ 59 ]                                                                                        |
| Bombe de 900 kg                      | Mk. 84               |                                                                                 | [ 59 ]                                                                                        |
| Pods                                 |                      |                                                                                 |                                                                                               |
| Nacelle de désignation               | AN/AAQ-33 Sniper ATP | Koweït Qatar                                                                    | En décembre 2023, l'Espagne effectue une campagne d'essais en vol pour l'intégration du pod,. |
| Nacelle de désignation               | Litening III         | Royaume-Uni                                                                     | ,                                                                                             |
| Nacelle de désignation               | Litening V           | Royaume-Uni                                                                     | ,                                                                                             |
| Nacelle de reconnaissance            | RecceLite            | Italie                                                                          | [ 66 ]                                                                                        |
| Nacelle d'entraînement au combat     | DRS-Cubic ACMI P5    | Koweït                                                                          | [ 80 ]                                                                                        |

### Version navale
Initialement proposé dans les années 1990 comme solution possible au besoin de la Royal Navy d'un avion embarqué pour son nouveau porte-avions de classe Queen Elizabeth, en janvier 2001, le ministère britannique de la Défense a officiellement abandonné l'option d'un Eurofighter naval pour ses nouveaux porte-avions nationaux, au profit de la variante ADAC, le F-35B. L'avion devait initialement entrer en service en 2012, date coïncidant avec l'entrée en service des nouveaux porte-avions du Royaume-Uni. Son projet a été rejeté pour des raisons de « rentabilité ».
Combiné à l'augmentation des coûts et des délais d'exécution du programme F-35, cela a conduit à de nouveaux appels au Royaume-Uni pour qu'il annule ou reporte sa participation au programme F-35 et pour qu'il « navalise » la dernière tranche de production de l'avion de combat européen Eurofighter (qu'il s'est déjà engagé à acheter à des fins terrestres) pour opérer à partir des nouveaux porte-avions de classe Queen Elizabeth. D'autres nations, comme l'Inde, ont manifesté un certain intérêt pour l'adaptation de l'Eurofighter à l'exploitation sur porte-avions,,.
La variante de conception proposée permettrait à l'Eurofighter d'opérer à partir de porte-avions en mode STOBAR (arrêt au décollage court ), en utilisant une rampe de saut aérien pour lancer les avions et un train d'arrêt ou une ligne d'arrêt pour l'atterrissage conventionnel, ou avec des catapultes à vapeur de manière similaire au chasseur Dassault Rafale.
En février 2011, BAE a lancé un Typhoon naval en réponse à une demande indienne. Le modèle proposé est un avion STOBAR (Short Take-Off Arrest Recoverable) capable d'opérer sur les futurs porte-avions légers indiens de classe Vikrant.
Les modifications nécessaires pour rendre le Typhoon capable de décoller et d'être récupéré à l'atterrissage ajoutent environ 500 kg à la cellule. Si la marine indienne optait pour un porte-avions catapulté, le Typhoon ne serait actuellement pas compétitif face aux offres concurrentes (par exemple, le Dassault Rafale, le Super Hornet américain, le nouveau chasseur moyen russe MiG-29 et le chasseur lourd Su-33, ainsi que le nouveau projet de chasseur naval léger indien HAL Tejas et le chasseur léger suédois Saab Gripen NG ).
Dès la réunion de confirmation d'achat, les exigences relatives au fonctionnement de la catapulte, au nouveau train d'atterrissage, aux ailes avancées et plus allongées, ajoutent un poids excessif à cet avion, diminuent les performances et augmentent considérablement les coûts de la modification.

## Engagements
À partir du 20 mars 2011, des Eurofighter Typhoon de la Royal Air Force ont été engagés en Libye dans le cadre de la résolution 1973 des Nations unies. Le 12 avril 2011, deux d'entre eux, accompagnés par un Tornado GR4 désignateur laser, tirent leurs premières munitions en situation de combat, en l'occurrence deux Paveway II de 454 kg sur des véhicules de l'armée libyenne. Les Eurofighter Typhoon ont surtout été engagés en mission de contrôle de l'espace aérien libyen.
L'Arabie saoudite engage ses Typhoon au Yémen depuis 2015. Un y a été perdu.
Le 14 Décembre 2021, un Typhoon de la RAF basé à Chypre abat un drone au-dessus de la Syrie.
Le Royaume-Uni engage des Typhoon au sein de la coalition occidentale dans la lutte contre la rébellion des Houthis au Yémen. Des frappes sur le sol yéménite sont effectuées en janvier 2024.

## Accidents et incident
Depuis son premier vol l'Eurofighter Typhoon a connu douze accidents (entraînant la perte de dix appareils et la mort de sept de ses pilotes). Quatre de ces accidents sont officiellement dus à des défaillances de l'appareil.
| Date       | Modèle                                | Numéro d'identification | Numéro de série du fabricant | Code militaire | Opérateur                                                              | Lieu du crash                                                                                                  | Victimes | Description |
| ---------- | ------------------------------------- | ----------------------- | ---------------------------- | -------------- | ---------------------------------------------------------------------- | --- | -------- | --- |
| 21/11/2002 | Eurofighter EF-2000T                  | XCE. 16-01              | DA6                          | 76             | CASA                                                                   | Près de Tolède, Provincia de Toledo, Espagne                                                                   | 0/2      | Le 21 novembre 2002, le prototype DA6 s'écrase lors d'une mission en vol. Selon le rapport d'enquête, l'appareil volait à une altitude d'environ 13,700 m à Mach 0,7. Alors que l'avion avait été stabilisé pour entamer la mission d'essai prévue, une panne s'est produite sur les deux réacteurs. L'appareil était équipé de modèles de pré-série EJ 200. Les deux membres d'équipage, Eduardo Cuadrano, chef pilote d'essai d'EADS-CASA, et Ignacio Lombo, pilote d'essai de l'armée de l'air espagnole, se sont éjectés sains et saufs. Le DA6 avait accumulé 325 heures de vol et vols d'essai,. |
| 06/01/2006 | Eurofighter EF-2000T Tranche 3        | ZJ810                   | BT011                        |                | No. 29 Squadron, Operational Conversion Unit, Royal Air Force          | RAF Coningsby, Coningsby, East Lindsey, Lincolnshire, East Midlands, Angleterre, Royaume-Uni                   | 0/2      | Le train d'atterrissage avant ne s'est pas déployé. L'avion fut réparé. |
| 23/04/2008 | Eurofighter EF-2000 FGR4              | ZJ943                   | BS036                        |                | No. 11 / XI Squadron, No. 1 Group, Royal Air Force                     | Naval Air Weapons Station (NAWS) China Lake, Kern County, California, États-Unis                               | 0/1      | Après l'entraînement, le pilote rentra à la base. Il fît un circuit pour se positionner pour atterrir. Il mit la poignée du train d'atterrissage en position DOWN à l'endroit approprié du circuit, entama un virage en finale et se posa sur la piste avec le train d'atterrissage complètement rétracté et les portes fermées,. |
| 24/08/2010 | Eurofighter C-16 Typhoon Tranche 1    | CE.16-08                | ST008                        | 11-77          | Ala 11, Ejército del Aire                                              | Base Aérea de Morón, Morón de la Frontera, Provincia de Sevilla', Andalucía, Espagne                           | 1/2      | L'accident s'est produit quelques instants à 9h30 après le décollage lorsque l'avion s'est écrasé au sol. Le pilote espagnol a pu s'éjecter sain et sauf. Le passager saoudien, présent à l'occasion d'un accord signé entre l'Espagne et l'Arabie saoudite pour que les pilotes saoudiens reçoivent une formation sur Eurofighter, est décédé,. |
| 09/06/2014 | Eurofighter C-16 Typhoon Tranche 2    | C.16-34                 | SS015                        | 11-14          | Ala 11, Ejército del Aire                                              | Base Aérea de Morón, Morón de la Frontera, Provincia de Sevilla', Andalucía, Espagne                           | 1/1      | L'appareil s'écrase peu après son décollage après 14h00, tuant le pilote, le capitaine Fernando Lluna Carrascosa,. |
| 23/06/2014 | Eurofighter EF-2000 Typhoon Tranche 2 |                         | GS0070                       | 30+91          | Taktisches Luftwaffengeschwader 31 “Boelcke“, Luftwaffe, Bundeswehr    | Olsberg, Nordrhein-Westfalen, Allemagne                                                                        | 0+2/1    | Le Typhoon de la Luftwaffe a subi une collision en vol avec un Learjet 35A lors d'un exercice de simulation d'interception de détournement d'avion. Le Learjet volait avec un angle d'inclinaison à gauche de 46° et l'Eurofighter avec un angle d'inclinaison à gauche de 26° lorsque la collision s'est produite. Le Learjet a entamé une descente incontrôlée et s'est écrasé sur le terrain. Un Typhoon de piste a inspecté les dégâts subis par son ailier et a constaté des dommages importants sur le côté droit de l'appareil,.                                                                |
| 01/09/2017 | Eurofighter EF-2000 FGR4              | ZK320                   | BS081                        | 312            | No. 6 Squadron, No. 1 Group, Royal Air Force                           | Letiště Pardubice (Aéroport de Pardubice), Okres Pardubice, Pardubický kraj, République tchèque                | 0/1      | L'avion est sorti de piste à cause de fortes pluies, sans dégâts important,. |
| 13/11/2017 | Eurofighter EF-2000 Typhoon F2        | ZK091                   | CS019                        | 323            | القوات الجوية الملكية السعودية (Royal Saoudi Air Force)                | أبين (Abyan), إقليم عدن (Région d'Aden), Yémen                                                                 | 1/1      | S'est écrasé dans le sud du Yémen alors qu'il effectuait une mission de combat au-dessus du pays dans le cadre de l'opération Tempête décisive. Selon les autorités saoudiennes, l'appareil s'est écrasé dans la nuit du mercredi 13 septembre dans le gouvernorat d'Abyan, une région montagneuse située dans le sud du Yémen, dont une partie jouxte le golfe d'Aden. L'accident, qui est officiellement dû à une défaillance technique, a coûté la vie au pilote qui ne s'est pas éjecté pour des raisons qui n'ont pas été précisées,.                                                             |
| 24/09/2017 | Eurofighter F-2000A Typhoon Tranche 1 | MM7278                  | IS010                        | RS-23          | 311º Gruppo Volo, Reparto Sperimentale di Volo, Aeronautica Militare   | Au bord des côte de Terracina, Provincia di Latina, Lazio, Italie                                              | 1/1      | Durant une démonstration en vol au bord des côtes de Terracina, l'appareil s'est abîmé en mer à environ 400 mètres du rivage, après une manœuvre verticale, pendant la dernière partie de la présentation. Le pilote, le capitaine Gabriele Orlandi, âgé 36 ans, pilote d'essai AMI, est décédé dans l'accident. L'avion appartenait au Reparto Sperimentale Volo,. |
| 12/10/2017 | Eurofighter C-16 Typhoon Tranche 3    | C.16-69                 | SS0050                       | 14-69          | Escuadrón 142, Ala 14, Ejército del Aire                               | Base Aérea de Albacete, Albacete, Provincia de Albacete, Castilla-La Mancha', Espagne                          | 1/1      | L'appareil s'est écrasé en revenant du défilé du 12 octobre à Madrid à 12h09. Le capitaine Borja Aybar, âgé de 34 ans, qui avait accumulé 1 238 heures de vol, dont plus de la moitié sur Eurofighter est tué,. |
| 24/06/2019 | Eurofighter EF-2000 Typhoon Tranche 2 |                         | GS033                        | 30+48          | Taktisches Luftwaffengeschwader 73 "Steinhoff", Luftwaffe, Bundeswehr  | Sud de Nossentiner Hütte, Landkreis Mecklenburgische Seenplatte, Mecklembourg-Poméranie-Occidentale, Allemagne | 0/1      | L'Eurofighter immatriculé 30+48 rentre en collision avec l'Eurofighter immatriculé 30+55 peu après 14h. Ils faisaient partie d'une formation de trois appareils qui ont décollé de l'aéroport de Rostock. Ils effectuaient une simulation de combat aérien; deux avions poursuivant le dernier,. |
| 24/06/2019 | Eurofighter EF-2000 Typhoon Tranche 2 |                         | GS039                        | 30+55          | Taktisches Luftwaffengeschwader 73 "Steinhoff", Luftwaffe, Bundeswehr  | Jabel, Landkreis Mecklenburgische Seenplatte, Mecklembourg-Poméranie-Occidentale, Allemagne                    | 1/1      | Voir note de l'Eurofighter 30+48 |
| 13/12/2022 | Eurofighter F-2000A Typhoon Tranche 2 | MM7307                  | IS039                        | 37-01          | 18° Gruppo, 37° Stormo "Cesare Toschi", Aeronautica Militare           | 8 km à l'est de l'aéroport de Trapani-Birgi, Sicilia, Italie                                                   | 1/1      | L'avion s'est écrasé en mer durant un exercice nocturne, tuant le pilote, le capitaine Fabio Antonio Altruda âgé de 33 ans,. |
| 22/05/2024 | Eurofighter EF-2000 Typhoon           |                         |                              |                | Luftwaffe, Bundeswehr                                                  | Aéroport de Ingolstadt Manching, Oberbayern, Bayern, Allemagne                                                 | 0/1      | Un Eurofighter est entré en collision avec un drone alors qu'il était en approche de l'aérodrome d'Ingolstadt Manching. Aucun dommage n'a été constaté,. |
| 24/07/2024 | Eurofighter F-2000A Typhoon Tranche 2 | MM7297                  | IS029                        | 36-23          | 10° Gruppo, 36° Stormo "Riccardo Hellmuth Seidl", Aeronautica Militare | Darwin, Northern Territory, Australie                                                                          | 0/1      | S'est écrasé dans des circonstances inconnues lors de l'Exercise Pitch Black 2024. Le pilote s'est éjecté sain et sauf,. |

## Dans la culture populaire

### Jeux vidéo
Il est représenté pour la première fois dans une simulation de vol, TFX (en), sortie en 1993.
L'Eurofighter Typhoon apparait aussi dans le jeu vidéo Eurofighter Typhoon (en), dans l'extension de Battlefield 2 : Euro Force, dans les jeux Ace Combat 2, 3 (Electrosphere), 4 (Distant Thunder), 5 (Squadron Leader), 6 (Fires of Liberation), X (Skies of Deception), 7 (Skies Unknown) ainsi que dans Tom Clancy's HAWX, Digital Combat Simulator et War Thunder à la suite de la mise à jour « Storm Warning ».
L'Eurofighter Typhoon est en vente dans la boutique du jeu Flight Simulator 2020, sorti en août 2020 sur PC.

### Cinéma
Deux Eurofighter Typhoon apparaissent dans le film Non-Stop. Ils escortent l'avion qui est détourné.
Apocalypse Z : Vers la fin du film deux Eurofighter espagnol trace l’hélicoptère de Manel.